# Interactive Multimedia Association
Ассоциация интерактивного мультимедиа (IMA) (англ. The Interactive Multimedia Association) была индустрийной ассоциацией, которая разработала несколько алгоритмов обработки звука. Самый важный - алгоритм АДИКМ (ADPCM), который используется такими компаниями как Apple и Microsoft.
Ассоциация интерактивного мультимедиа прекратила работу в районе 1998 года. Архивная копия документа IMA "Рекомендуемые действия по улучшению совместимости цифровой звукозаписи в мультимедиа системах" (англ. Recommended Practices for Enhancing Digital Audio Compatibility in Multimedia Systems) версии 3.0, в котором описывается алгоритм IMA ADPCM, доступен по адресу, содержащемуся в ссылках.